# J'en ai marre!
«J'en ai marre» (en español: «¡Estoy harta!») es el primer sencillo del álbum Mes Courants Électriques de Alizée, el cual destacó en las listas de popularidad francesas, llegando al cuarto lugar. Se vendieron más de 200.000 copias, obteniendo el disco de oro. Sin embargo, no tuvo tanto éxito como otros sencillos del anterior álbum de la cantante, Gourmandises (2000).

## Vídeo musical
En el vídeo se ve cómo Alizée no puede salir de sus límites, atrapada en paredes de vidrio. Ella disfruta del agua. Luego rompe el vidrio, significado de que ya no se deja manipular.

## Versiones
«J'en ai marre» contó con una versión internacional en inglés titulada «I'm Fed Up!». En Japón se llamó «Mon bain de mousse». En el año 2008, Alizée sacó una versión nueva de esta canción, siendo cantada por primera vez el 18 de mayo. Esta versión fue la utilizada durante el Psychédélices Tour en Rusia y México.

## Formatos
Sencillo en CD para Francia
1. «J'en ai marre» – 4:35
2. «J'en ai marre» (Instrumental Mix) – 5:05

 Maxi sencillo para Francia
1. «J'en ai marre» (Single Versión) – 4:35
2. «J'en ai marre» (Soft Skin Club Mix) – 7:40
3. «J'en ai marre» (Bubbly Club Remix) – 7:50
4. «J'en ai marre» (My Goldfish is Under me Remix) – 3:40

 Vinilo de doce pulgadas para Francia
- Lado A:

1. «J'en ai marre» (Soft Skin Club Mix) – 7:40

- Lado B:

1. «J'en ai marre» (Bubbly Club Remix) – 7:50
2. «J'en ai marre» (My Goldfish is Under me Remix) – 3:40

- Datos: Q2633281